# Isparta
Isparta es una ciudad y distrito situada al oeste de Turquía y capital de la provincia de Isparta. Tiene una población de 184.735 habitantes (2007). Se la conoce como "ciudad de las rosas". Isparta se encuentra cerca de una falla, por lo que está expuesta a que se produzcan terremotos.

## Historia
Conocida como Baris bajo el Imperio bizantino (así se refiere a ella Ptolomeo), la ciudad pasó a llamarse Isparta cuando los príncipes selyúcidas fijaron allí su residencia. Se incorporó al Imperio otomano a finales del siglo XIV.

## Isparta en la actualidad

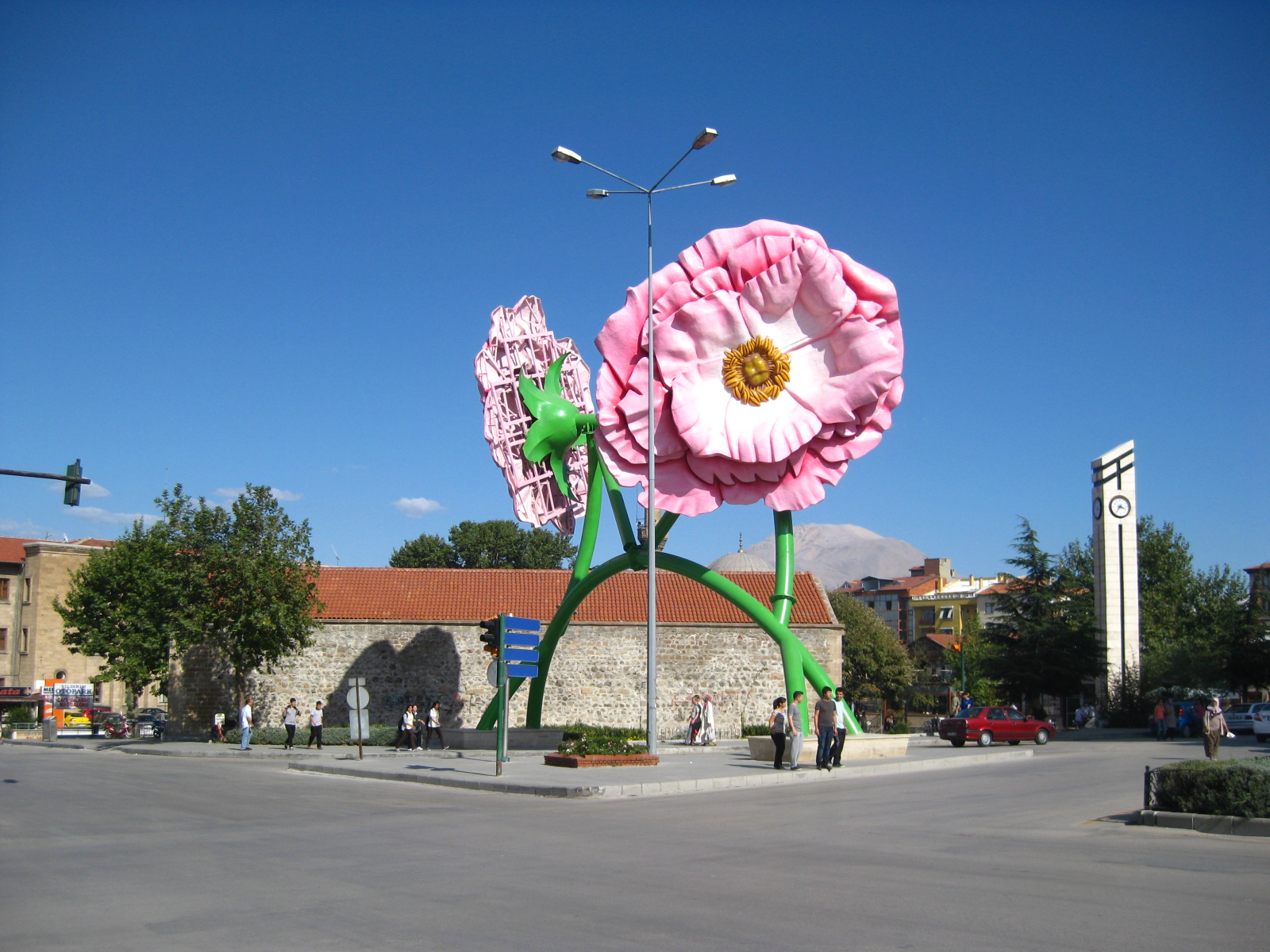
La Rosa de Isparta. Septiembre de 2012

Las principales actividades económicas de Isparta son la producción de agua de rosas y la fabricación artesanal de alfombras. El turismo, tanto local como internacional, atraído por las peregrinaciones, está convirtiéndose en una importante fuente de ingresos para la ciudad. En los últimos años, la Universidad Süleyman Demirel ha permitido que miles de jóvenes, provenientes de diferentes ambientes, se incorporen a una población principalmente conservadora. El equipo de fútbol de la ciudad, Ispartaspor, se encuentra en tercera división a nivel nacional.
Aún se conservan algunos edificios históricos del siglo XIX, aunque resultan escasos en comparación con el número de construcciones modernas. Existen algunas mezquitas importantes, entre las que se encuentran la mezquita Hizir Bey, de época preotomana (aprox. 1325), la mezquita Kutlubey o Ulu (1429), restaurada en el siglo XIX, y la mezquita Haci Abdi (1569). La ciudad también cuenta con una mezquita de Sinan, arquitecto de la corte otomana, la Firdevs Pasa (siglo XVI). Existen algunas iglesias ortodoxas griegas del periodo otomano en ruinas. También se conservan los restos de una fortaleza selyúcida.
Isparta está bien comunicada con otras zonas de Turquía, tanto en tren como por carretera. Antalya se encuentra a 130 km al sur y Eskişehir, a 350 km al norte.
El 30 de noviembre de 2007, un avión comercial McDonnell-Douglas de la compañía Atlasjet con 57 personas a bordo se estrelló cuando se acercaba al aeropuerto de Isparta. Todos los pasajeros murieron.

## Gente notable
- Süleyman Demirel, antiguo primer ministro y antiguo presidente de Turquía, nació en el pueblo de Islamköy, cerca de Isparta.
- Zeki Demirkubuz, director, guionista y productor de cine.
- Said Nursi, pensador islámico, vivió la última década de su vida en Isparta.
- Bora Maviş, escalador del monte Everest.
- Herman Braun-Vega, pintor peruano, fue nombrado Doctor honoris causa de la Universidad Süleyman Demirel en 2009.
- Emre Aydın, cantante y compositor de rock.
- Erkan Mumcu, líder del Partido de la Madre Patria.
- Mustafa Dogan, futbolista.